# On a wing and a prayer
On a wing and a prayer is het zevende studioalbum van Gerry Rafferty; het werd in 1992 uitgegeven. Op dit album werd hij voor sommige nummers herenigd met zijn maatje Joe Egan uit Stealers Wheel. Het zag ernaar uit dat hoewel het album bijna dezelfde kwaliteit had als zijn vorige albums, Rafferty ingehaald werd door de tijd. Zijn album verkocht minder en minder, in Nederland haalde het album de Album Top 100 niet. Het album is opgenomen op Tye Farm, waarschijnlijk de thuisstudio van Rafferty. Aanvullende opnamen vonden plaats in de Chipping Norton Studio.
Medewerkend op dit album is Jim Rafferty, een oudere broer van Gerry. Deze relatie zou een paar jaar later verloren gaan; Gerry vond Jim een boer; Jim vond Gerry een verloren zuiplap en psychoot.

## Musici
- Gerry Rafferty - gitaar, vocals
- Hugh Burns - gitaar
- Arran Ahmun - percussie
- Bryn Haworth - gitaar
- Pavel Rosak – toetsinstrumenten, elektronische drums
- Mo Foster – basgitaar
- Joe Egan - achtergrondzang
- Mel Collins – sopraansaxofoon en baritonsaxofoon
- Melanie Harrold - achtergrondzang
- Andrew Jackman  - althobo
- Jim Rafferty - achtergrondzang
- Lianne Carroll - achtergrondzang
- Julian Littman - achtergrondzang
- B.J. Cole - steel gitaar
- Nicky Moore - achtergrondzang
- Jerry Donahue – gitaar
- Gavyn Wright - leider strijkinstrumenten

## Muziek
Allen door Gerry Rafferty, behalve waar aangegeven

| Nr. | Titel                                           | Duur |
| --- | ----------------------------------------------- | ---- |
| 1.  | Time’s caught up on you                         | 4:21 |
| 2.  | I see red (Jim Rafferty)                        | 4:05 |
| 3.  | It’s easy to talk                               | 4:29 |
| 4.  | I could be wrong                                | 3:59 |
| 5.  | Don’t speak of my heart (Gerry en Jim Rafferty) | 5:55 |
| 6.  | Get out of my life woman (Allen Toussaint)      | 4:11 |
| 7.  | Don’t give up on me                             | 4:59 |
| 8.  | Hang on                                         | 4:00 |
| 9.  | Love and affection                              | 6:26 |
| 10. | Does he know what he’s taken on                 | 4:56 |
| 11. | The light of love (Gerry en Jim Rafferty)       | 4:57 |
| 12. | Life goes on                                    | 5:22 |